# Julius Wallot
Julius Wallot (Oppenheim, 6 de agosto de 1876 – Waldenburg, Baden-Württemberg, 31 de março de 1960) foi um físico alemão.

## Vida
Wallot estudou física em Würzburg e em outras universidades. Em 1899 foi assistente de Wilhelm Conrad Röntgen. Em 1902 obteve um doutorado em Munique, orientado por Röntgen, com a tese Die Verwendung des Aragoschen Keilcompensators zur Messung der Brechungsexponenten von Flüssigkeiten (um tipo de compensador de Babinet). De 1902 a 1904 ou 1906 foi docente na Telegraphen-Versuchsamt em Berlin, coordenado por Karl Strecker. Obteve em 1909 em Stuttgart a habilitação em física. Em 1913 foi para a Bergakademie Clausthal, onde foi em 1921 professor de física. A partir de 1922 trabalhou no laboratório central da Siemens & Halske em Berlim, até aposentar-se.
De 1946 a 1948 lecionou na Universidade de Karlsruhe.

## Publicações selecionadas
- Theorie der Schwachstromtechnik. 4. Aufl. Springer, Berlin 1944 (EA Berlin 1932) (Einführung des Kernwiderstandes in Vierpoltheorie).
- Einführung in die Theorie der Schwachstromtechnik. 5. Aufl. Springer, Berlin 1948 (EA Berlin 1932)
- Grössengleichungen, Einheiten und Dimensionen. Barth, Leipzig 1953.
- Die Verwendung des Aragoschen Keilcompensators. Zur Messung der Brechungsexponenten von Flüssigkeiten. Barth, Leipzig 1902 (zugl. Dissertation, Universität München 1902).